# Сосил Лакедемонский
Соси́л Лакедемо́нский, или Сосил из Лакедемона (др.-греч. Σώσιλος) — историограф Ганнибала, которого он сопровождал в походах. Был наставником Ганнибала в греческой словесности и описал его деяния в семи книгах. Диодор Сицилийский именует его Сосилом из Элиды. Полибий крайне уничижительно высказывается о трудах некоего Хереи (больше нигде не упоминается) и Сосила как имеющих «значение и цену не истории, а болтовни брадобрея или простолюдина». Из труда Сосила до нас дошёл только короткий фрагмент на папирусе, посвящённый некой битве между карфагенским и объединённым римско-массалийским флотами в ходе Второй Пунической войны (вероятно, битве при Эбро 217 года до н. э.), при описании которой автор делает экскурс в историю греко-карфагенских войн, рассказывая о битве при Артемисии между карфагенянами и массалиотами (конец VI — начало V века до н. э.).